# بلدية ياليفاره
بلدية ياليفاره ((بالسويدية: Gällivare kommun)‏، (بالفنلندية: Jällivaaran kunta)‏) هي بلدية من إحدى 290 بلدية في السويد تتبع لمحافظة نوربوتن الواقعة في أقصى شمال البلاد.

## بلدات
هناك 6 بلدات داخل بلدية ياليفاره :
| # | بلدية     | عدد السكان |
| - | --------- | ---------- |
| 1 | ياليفاره  | 8,480      |
| 2 | مالمبيريت | 6,017      |
| 3 | كسكلسكيله | 899        |
| 4 | هكاس      | 383        |
| 5 | أولتاي    | 230        |
| 6 | تشيتشوس   | 216        |

مقر البلدية باللون الغامق

## الحكومة والسياسات
توزيع المقاعد الـ 41 في مجلس البلدية بعد إستفتاء 2010:
- حزب العمل الاجتماعي الديمقراطي (السويد) 21
- حزب التجمع المعتدل 7
- حزب اليسار 7
- الحزب الشيوعي السويدي 2
- حزب نوربوت للرعاية الصحية 2
- ديمقراطيو السويد 1
- الحزب البيئة (الأخضر) 1

نتائج انتخابات العامة السويدية في ياليفاره كانت:
- حزب العمل الاجتماعي الديمقراطي (السويد) 55.8%
- حزب التجمع المعتدل 14.2%
- حزب اليسار 13.6%
- ديمقراطيو السويد 5.0%
- الحزب البيئة (الأخضر) 3.8%
- الديمقراطيون المسيحيون 2.4%
- حزب الشعب الليبرالي (السويد) 2.3%
- حزب الوسط السويدي 1.7%

## توأمة
لبلدية ياليفاره اتفاقيات توأمة مع كل من:
- Tysfjord Municipality [الإنجليزية]‏
- کيتيلا [الإنجليزية]‏
- بارجا